# Автошлях Т 2610
Автошля́х Т 2610 — автомобільний шлях територіального значення у Чернівецькій області. Пролягає територією Дністровського району через Хотин — Мамалигу — пункт контролю Мамалигу. Загальна довжина — 29 км.

## Маршрут
Автошлях проходить через такі населені пункти:
| Автошлях Т 2610           |           |
| Чернівецька область       |           |
| Дністровський район       |           |
| Хотин                     | Н03Т 2603 |
| Данківці                  | Р63       |
| Ярівка                    |           |
| Стальнівці                |           |
| Мамалига                  | Н10       |
| Мамалига (пункт контролю) |           |

## Перспективи розвитку
Перспективним розвитком для автошляху Т 2610 є будівництво мосту через річку Прут і пункту пропуску та з'єднання їх з румунським автошляхом 29А та містом Дарабань.